# Dibrugarh-Kânyâkumârî Vivek Express
Le Dibrugarh–Kânyâkumârî Vivek Express est un train express hebdomadaire de la série Vivek Express des chemins de fer indiens qui relie Dibrugarh, dans l'État indien du nord-est Assam à Kânyâkumârî dans le Tamil Nadu, l'État le plus au sud de l'Inde.
En près de 80 heures, le train parcourt une distance de 4 218,6 km et traverse neuf États de l'Inde. Ce train détient actuellement le record d'être le plus long itinéraire de train dans le sous-continent indien à la fois en termes de distance et de temps. Le train compte 56 arrêts sur son parcours.

## Inversion de locomotive
Le train est tracté par une locomotive de classe WDM-3A (en) de Dibrugarh et inverse sa direction à la gare de Durgapur, où il est relayé par une Asansol Jn. basée sur une WAP 4 jusqu'à Visakhapatnam Junction où la direction est inversée et remplacée par une autre locomotive électrique de classe WAP-4 (en) qui mène le train jusqu'à Kânyâkumârî.

## Histoire
Les Vivek Express sont quatre paires de trains express circulant sur le réseau des chemins de fer indiens. Ces trains ont été annoncés dans le budget ferroviaire de 2011-2012 par la ministre des chemins de fer de l'époque, Mamata Banerjee. Ces trains ont été lancés pour commémorer le 150e anniversaire de la naissance de Swami Vivekananda.
Le Vivek express occupe également une autre place dans l'histoire des chemins de fer indiens, en tant que dernier train à avoir interrompu ses services, lorsque l'ensemble des services ferroviaires indiens de passagers se sont arrêtés à la suite de la pandémie de COVID-19 et du verrouillage national qui a suivi en mars 2020.

## Parcours

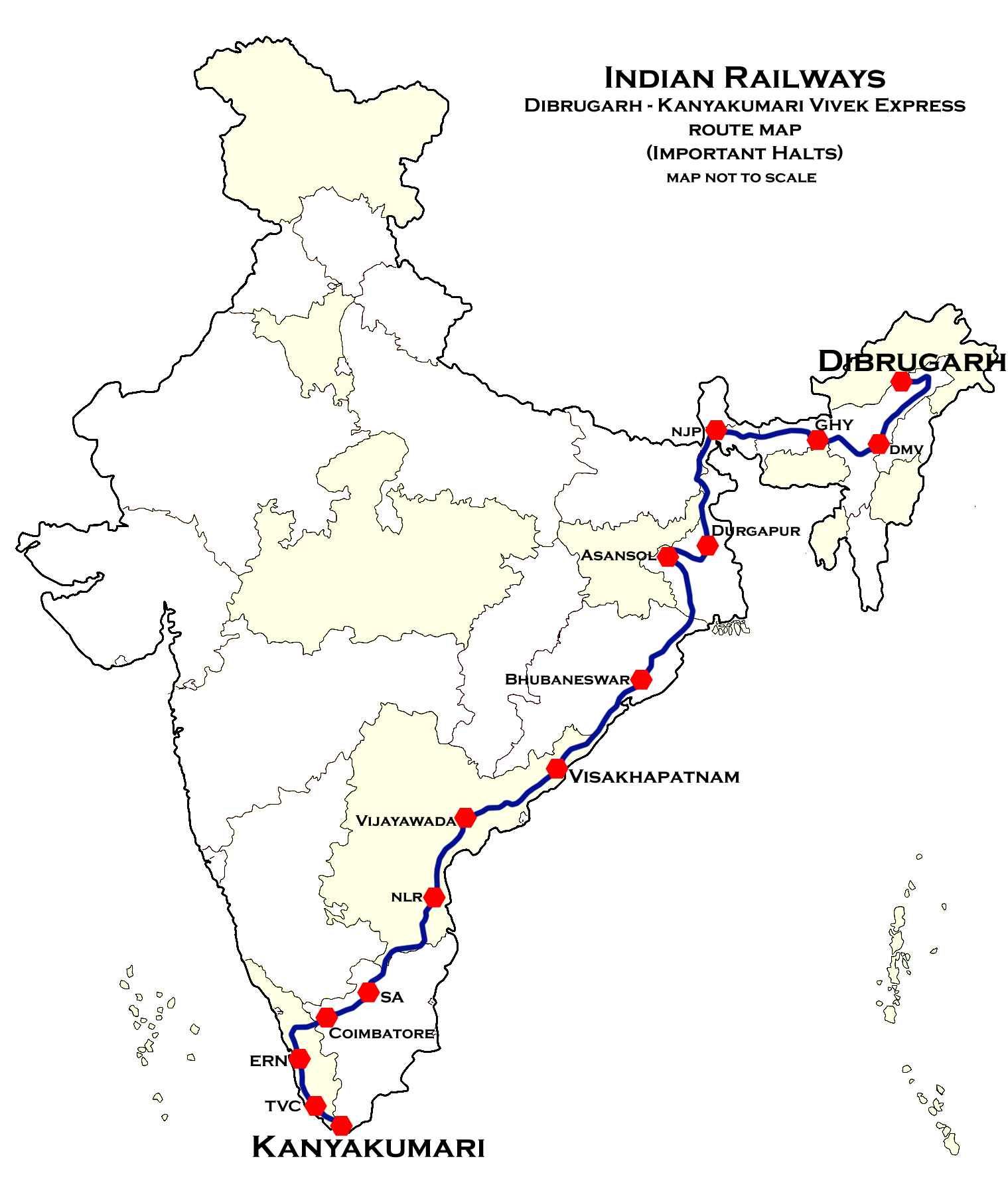
Parcours du Dibrugarh-Kânyâkumârî Vivek Express.

Le Dibrugarh-Kânyâkumârî Vivek Express relie Dibrugarh, dans l'Assam, au nord-est de l'Inde à Kânyâkumârî, dans le Tamil Nadu, qui est la pointe la plus méridionale de l'Inde continentale. Le train no 15906 part de Dibrugarh à 22h45 et arrive à Kânyâkumârî à 9h50 le cinquième jour de voyage. Dans le sens retour, le train no 15905 quitte Kânyâkumârî à 23h00 et arrive à Dibrugarh à 07h15 le cinquième jour.
Le train traverse les États de l'Assam, du Nagaland, du Bengale occidental, du Bihar, du Jharkhand, de l'Odisha, de l'Andhra Pradesh, du Kerala et du Tamil Nadu.
Il passe par des villes importantes comme Tinsukia, Dimapur, Guwahati, Bongaigaon, Alipurduar, Siliguri, Kishanganj, Malda, Rampurhat, Pakur, Durgapur, Asansol, Kharagpur, Balasore, Cuttack, Bhubaneswar, Khordha, Brahmapur, Srikakulam, Vizianagaram, Visakhapatnam, Samalkot, Rajahmundry, Eluru, Vijayawada, Ongole, Nellore, Renigunta, Vellore, Salem, Erode, Coimbatore, Palakkad, Thrissur, Aluva, Ernakulam, Kottayam, Chengannur, Kollam, Thiruvananthapuram et Nagercoil.

## Composition
Le Dibrugarh-Kânyâkumârî Vivek Express Express dispose de voitures climatisées à deux et trois niveaux, ainsi que des voitures de classe Sleeper. La réservation est effectuée à l'avance.
L'embarquement pour les autres voitures de deuxième classe peut être fait avec des billets sans réservation émis aux comptoirs de vente.

## Voir également
- Vivek Express (en)
- Himsagar Express
- Services ferroviaires voyageurs les plus longs